# John Pritchard
John David Pritchard (Minneapolis, 23 gennaio 1927 – Fridley, 3 agosto 2012) è stato un cestista statunitense, professionista nella NBA.

## Carriera
Venne selezionato dai St. Louis Bombers nel Draft BAA 1949.